# May in film
may in film （メイインフィルム）は、日本の4人組女性アイドルグループ。2021年結成。コンセプトは「命を唄うアイドル」。2024年7月3日Zepp Shinjukuにて現体制終了。同年10月16日には"第二章メンバー"として新体制を発表。現在活動中。
株式会社Eureka Entertainment所属。略称はメイフィル。

## 概要
白井將人（Halo at 四畳半）をプロデューサーに迎え2021年に発足したアイドルプロジェクト。群青の世界らが所属する株式会社BIG ISLANND RECORDSからデビューし、2023年に独立。現在は白井が代表取締役を務める株式会社Eureka Entertainment所属。
グループ名は白井曰く「5月生まれの女の子にメイという名前をつけるセンスに感銘を受けた記憶が強く残っており、メイという名前に少女の人格を宿して「may in film(物語の中の少女)」という意味を込めてグループ名をつけさせていただきました。」とのこと。

## 音楽性
命を唄うアイドル をコンセプトとし、楽曲としてはギターロックを基盤にストリングスやピアノを重ねている。歌詞で死生観や生々しい感情を歌う。制作陣には渡井翔汰(Varrentia/Halo at 四畳半)、庄村聡泰(ex.Alexandros)が参加している。

## メンバー

### 第二章メンバー
| 名前       | 読み           | 生年月日 | 出身地 | 備考                        |
| ---------- | -------------- | -------- | ------ | --------------------------- |
| 月雪まなか | つきゆきまなか | 2月6日   | 東京都 | 元 TipToe. / re:miaw        |
| 唯月もか   | ゆづきもか     | 8月19日  | 東京都 | 元 Lila Gray / アンチテーゼ |
| 湊いおり   | みなといおり   | 12月6日  | 岐阜県 |                             |
| 椎名うた   | しいなうた     | 6月14日  | 不明   |                             |

### 第一章メンバー
| 名前       | 読み         | 生年月日 | 出身地 | 備考             |
| ---------- | ------------ | -------- | ------ | ---------------- |
| 冬野ななせ | ふゆのななせ | 7月1日   | 福岡県 | 元キミノマワリ。 |
| 伊波すい   | いなみすい   | 2月24日  | 愛知県 | 元キミノマワリ。 |
| 小槙しゅか | こまきしゅか | 9月19日  | 東京都 | 元ゆるっと革命団 |
| 成瀬まい   | なるせまい   | 2月12日  | 東京都 |                  |